# Nederlandse kampioenschappen schaatsen allround 2009
De Nederlandse kampioenschappen schaatsen allround 2009 werd in het weekend van 27 en 28 december 2008 gehouden op de IJsbaan van Heerenveen, Thialf. Titelverdedigers Ireen Wüst en Sven Kramer prolongeerden hun titel.
Tijdens dit toernooi werden tevens plaatsbewijzen afgegeven voor het komende EK op dezelfde baan. De nummers één en twee zijn automatisch geplaatst, maar voor de overige twee tickets buigt de Topsportcommissie Langebaan (TCL) zich.
| Programma                 |                                                                             |
| Datum                     | Onderdeel                                                                   |
| zaterdag 27 december 2008 | 500 meter vrouwen 500 meter mannen 3000 meter vrouwen 5000 meter mannen     |
| zondag 28 december 2008   | 1500 meter vrouwen 1500 meter mannen 5000 meter vrouwen 10.000 meter mannen |

## Dag 1

### 500 meter vrouwen
| rang   | schaatsster          | tijd  |
| ------ | -------------------- | ----- |
| Goud   | Ireen Wüst           | 40,05 |
| Zilver | Marrit Leenstra      | 40,07 |
| Brons  | Jorien Voorhuis      | 40,35 |
| 4      | Elma de Vries        | 40,41 |
| 5      | Paulien van Deutekom | 40,51 |

### 500 meter mannen
| rang   | schaatser       | tijd  |
| ------ | --------------- | ----- |
| Goud   | Erben Wennemars | 35,82 |
| Zilver | Rhian Ket       | 36,65 |
| Brons  | Sven Kramer     | 36,73 |
| 4      | Berden de Vries | 36,92 |
| 5      | Jan Blokhuijsen | 36,93 |

### 3000 meter vrouwen
| rang   | schaatsster          | tijd    |
| ------ | -------------------- | ------- |
| Goud   | Renate Groenewold    | 4.06,92 |
| Zilver | Paulien van Deutekom | 4.09,52 |
| Brons  | Ireen Wüst           | 4.09,69 |
| 4      | Elma de Vries        | 4.10,04 |
| 5      | Marrit Leenstra      | 4.11,15 |

### 5000 meter mannen
| rang   | schaatser          | tijd    |
| ------ | ------------------ | ------- |
| Goud   | Sven Kramer        | 6.16,77 |
| Zilver | Wouter Olde Heuvel | 6.23,77 |
| Brons  | Bob de Jong        | 6.24,25 |
| 4      | Carl Verheijen     | 6.25,87 |
| 5      | Ben Jongejan       | 6.31,43 |

## Dag 2

### 1500 meter vrouwen
| rang   | schaatsster          | tijd    |
| ------ | -------------------- | ------- |
| Goud   | Ireen Wüst           | 1.59,23 |
| Zilver | Elma de Vries        | 1.59,49 |
| Brons  | Renate Groenewold    | 1.59,61 |
| 4      | Marrit Leenstra      | 2.00,11 |
| 5      | Paulien van Deutekom | 2.00,89 |

### 1500 meter mannen
| rang   | schaatsster        | tijd    |
| ------ | ------------------ | ------- |
| Goud   | Sven Kramer        | 1.47,34 |
| Zilver | Rhian Ket          | 1.47,99 |
| Brons  | Erben Wennemars    | 1.48,00 |
| 4      | Koen Verweij       | 1.48,59 |
| 5      | Wouter Olde Heuvel | 1.48,69 |

### 5000 meter vrouwen
| rang   | schaatsster           | tijd    |
| ------ | --------------------- | ------- |
| Goud   | Ireen Wüst            | 7.12,08 |
| Zilver | Jorien Voorhuis       | 7.12,71 |
| Brons  | Paulien van Deutekom  | 7.12,77 |
| 4      | Elma de Vries         | 7.15,28 |
| 5      | Lisette van der Geest | 7.19,08 |

### 10.000 meter mannen
| rang   | schaatsster        | tijd     |
| ------ | ------------------ | -------- |
| Goud   | Sven Kramer        | 13.04,21 |
| Zilver | Bob de Jong        | 13.11,25 |
| Brons  | Carl Verheijen     | 13.27,47 |
| 4      | Wouter Olde Heuvel | 13.27,78 |
| 5      | Koen Verweij       | 13.34,46 |

## Eindklassement

### Mannen
| Rang   | Schaatser          | Punten | 500m | 5000m | 1500m | 10.000m |
| ------ | ------------------ | ------ | ---- | ----- | ----- | ------- |
| Goud   | Sven Kramer        | 3      | 1    | 1     | 1     | 149,397 |
| Zilver | Wouter Olde Heuvel | 12     | 2    | 5     | 4     | 152,356 |
| Brons  | Carl Verheijen     | 19     | 4    | 7     | 3     | 153,340 |
| 4      | Koen Verweij       | 7      | 6    | 7     | 5     | 153,358 |
| 5      | Erben Wennemars    | 1      | 14   | 3     | 8     | 153,520 |
| 6      | Ben Jongejan       | 11     | 5    | 6     | 6     | 153,769 |
| 7      | Bob de Jong        | 24     | 3    | 19    | 2     | 154,197 |
| 8      | Jan Blokhuijsen    | 5      | 10   | 14    | 9     | 155,306 |
| 9      | Frank Vreugdenhil  | 18     | 8    | 13    | 10    | 155,992 |
| 10     | Boris Kusmirak     | 23     | 9    | 16    | 7     | 156,782 |
| 11     | Michael Kaatee     | 9      | 17   | 9     | 11    | 157,181 |
| 12     | Renz Rotteveel     | 17     | 7    | 8     | DQ    | 113,620 |
| 13     | Rhian Ket          | 2      | 24   | 2     | WDR   | 113,818 |
| 14     | Pim Cazemier       | 13     | 13   | 17    | -     | 114,444 |
| 15     | Berden de Vries    | 4      | 22   | 10    | -     | 114,468 |
| 16     | Tim Roelofsen      | 6      | 23   | 12    | -     | 114,641 |
| 17     | Tom Schuit         | 21     | 15   | 15    | -     | 114,904 |
| 18     | Elwin Hulsink      | 16     | 18   | 11    | -     | 114,929 |
| 19     | Demian Roelofs     | 8      | 20   | 18    | -     | 115,112 |
| 20     | Joost Kool         | 20     | 12   | 22    | -     | 115,350 |
| 21     | Ralph de Haan      | 14     | 21   | 20    | -     | 115,707 |
| 22     | Rienk Nauta        | 15     | 19   | 21    | -     | 115,728 |
| 23     | Tom Prinsen        | 10     | 11   | DQ    | -     | 77,179  |
| 24     | Ted-Jan Bloemen    | 22     | 16   | -     | -     | 78,703  |

### Vrouwen
| Rang   | Schaatsster            | Punten | 500m | 3000m | 1500m | 5000m   |
| ------ | ---------------------- | ------ | ---- | ----- | ----- | ------- |
| Goud   | Ireen Wüst             | 1      | 3    | 1     | 1     | 164,614 |
| Zilver | Elma de Vries          | 4      | 4    | 2     | 4     | 165,437 |
| Brons  | Paulien van Deutekom   | 5      | 2    | 5     | 3     | 165,668 |
| 4      | Jorien Voorhuis        | 3      | 6    | 6     | 2     | 166,005 |
| 5      | Marrit Leenstra        | 2      | 5    | 4     | 7     | 166,972 |
| 6      | Lisette van der Geest  | 9      | 8    | 7     | 5     | 167,627 |
| 7      | Wieteke Cramer         | 7      | 13   | 10    | 8     | 169,547 |
| 8      | Annouk van der Weijden | 14     | 9    | 16    | 6     | 169,635 |
| 9      | Yvonne Nauta           | 16     | 10   | 8     | 9     | 169,859 |
| 10     | Renate Groenewold      | 6      | 1    | 3     | DQ    | 121.833 |
| 11     | Janneke Ensing         | 16     | 12   | 14    | -     | 125,191 |
| 12     | Maren van Spronsen     | 13     | 16   | 8     | -     | 125,404 |
| 13     | Linda Bouwens          | 20     | 14   | 12    | -     | 125,471 |
| 14     | Moniek Kleinsman       | 15     | 11   | 17    | -     | 125.551 |
| 15     | Roxanne van Hemert     | 10     | 21   | 11    | -     | 126,056 |
| 16     | Marije Joling          | 16     | 18   | 13    | -     | 126,173 |
| 17     | Rixt Meijer            | 21     | 15   | 18    | -     | 126,554 |
| 18     | Cindy Vergeer          | 19     | 17   | 19    | -     | 126,880 |
| 19     | Linda de Vries         | 22     | 19   | 15    | -     | 126,923 |
| 20     | Marit Dekker           | 8      | 22   | 20    | -     | 127,913 |
| 21     | Diane Valkenburg       | 12     | 7    | -     | -     | 83.383  |
| 22     | Marit Dekker           | 11     | 20   | WDR   | -     | 85.230  |